# Leonardo Sbaraglia
Leonardo Sbaraglia, född 30 juni 1970 i Buenos Aires, är en argentinsk skådespelare.
Sbaraglia har bland annat medverkat i Tv-serien Todos mienten från 2022. Han har även medverkat i filmerna Bird Box Barcelona från 2023 och Wild Tales från 2014.

## Filmografi (i urval)
- 2014 – Wild Tales
- 2022 – Todos mienten (TV-serie)
- 2023 – Bird Box Barcelona